# Iván Cervantes
Iván Cervantes (Tarragona, 2 maggio 1982) è un pilota motociclistico spagnolo ritiratosi dall'attività agonistica.

## Carriera
Nel 2002, dopo una carriera nel motocross, esordisce nel mondiale Enduro. Nel 2003 approda al Team Farioli KTM nella classe 500 4t, arrivando secondo e vincendo la sei giorni in Brasile nella medesima classe.

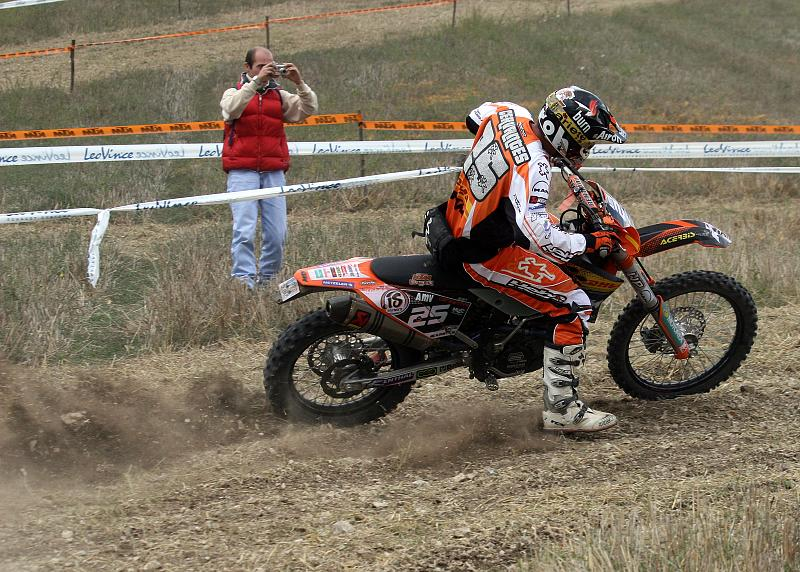
Cervantes in pista al Gran Premio d'Italia del mondiale Enduro nel 2008.

Nel 2004 si classifica terzo nella classe E3, mentre l'anno successivo, in sella alla nuovissima KTM EXC-F 250 bialbero (in quel periodo non ancora disponibile sul mercato), vince il suo primo titolo mondiale davanti al francese Marc Germain.
Nel 2006 riconquista il titolo della E1, stavolta davanti all'italiano Simone Albergoni.
Nel 2007 passa alla E3 e in sella alla KTM EXC-F 525, conquista per la terza volta consecutiva un titolo mondiale, diventando così campione del mondo nella categoria che lo aveva lanciato 4 anni prima.
Conquista un successivo titolo nuovamente nel 2009, sempre in classe E3, l'anno successivo gareggia in classe E2 e giunge al secondo posto in campionato.
Successivamente si cimenta coi Rally Raid prendendo parte a tre edizioni consecutive del Rally Dakar, dal 2016 al 2018 senza ottenere risultati di rilievo. Dopo il ritiro dalle competizioni rimane nel mondo del motociclismo svolgendo il ruolo di collaudatore di sviluppo sulla Triumph TF 250-X.

## Palmarès
| Mondiali enduro |             |      |
| Oro             | Mondiale E1 | 2005 |
| Oro             | Mondiale E1 | 2006 |
| Oro             | Mondiale E3 | 2007 |
| Argento         | Mondiale E1 | 2008 |
| Oro             | Mondiale E3 | 2009 |
| Argento         | Mondiale E2 | 2010 |

### Rally Dakar
| Anno | Mezzo | Pos. |
| ---- | ----- | ---- |
| 2016 | KTM   | 16º  |
| 2017 | KTM   | Rit. |
| 2018 | KTM   | 29º  |

## Altri risultati
- 1998: Campione Spagnolo Motocross Junior
- 1999: Campione Spagnolo Motocross Junior
- 2000: Campione Spagnolo Motocross classe 250
- 2002: Campione Spagnolo Enduro classe 500
- 2003: 2º posto Campionato del Mondo Enduro classe 500
- 2003: Vincitore ISDE Trophy
- 2003: Campione Spagnolo Enduro
- 2004: 3º posto Campionato del Mondo Enduro E3
- 2005: Campione Spagnolo Enduro E2
- 2006: Campione Spagnolo Enduro
- 2007: 2º posto Campionato Spagnolo Enduro E3
- 2008: 2º posto Campionato del Mondo Enduro E1
- 2010: 2º posto Campionato del Mondo Enduro E2